# 津市立南立誠小学校
津市立南立誠小学校（つしりつ みなみりっせいしょうがっこう）は、三重県津市にある公立小学校。最寄駅は津駅。

## 沿革
- 1873年（明治6年）5月2日 - 塔世学校として四天王寺に開校。
- 1880年（明治13年） - 下部田に校舎を新築して、立誠学校と改称。
- 1887年（明治20年） - 津市立立誠尋常小学校と改称。
- 1908年（明治35年） - 津市第三小学校と改称。
- 1917年（大正6年） - 津市立誠尋常小学校と改称。
- 1941年（昭和16年） - 国民学校令により、津市立誠国民学校と改称。
- 1944年（昭和19年） - 下部田に校舎を新築。
- 1945年（昭和20年）7月28日 - 空襲により、本校も被災した。
- 1947年（昭和22年）4月1日 - 学校教育法の施行により、津市立立誠小学校と改称。
- 1952年（昭和27年）4月 - 木造の北校舎を新築完成。
- 1953年（昭和28年）4月1日 - 橋北地区を二分して、南立誠、北立誠の二学区に分割。従来の立誠小学校を南立誠小学校と改称し、江戸橋に北立誠小学校を新設。
- 1961年（昭和36年）10月 - 校歌を制定（作詞:藤浦洸・作曲:佐々木すぐる）。
- 1969年（昭和44年） - 昭和42年より着工の南校舎完成（木造6教室）。
- 1973年（昭和48年） - 創立100周年記念式典を挙行。
- 1981年（昭和56年）5月 - 校舎改築第一期工事完成（普通教室6）。
- 1982年（昭和57年）8月 - 校舎改築第二期工事完成（普通教室9、図書室、視聴覚室、資料室、玄関）。
- 1984年（昭和59年）3月 - 校舎改築第三期工事完成（普通教室6）
- 1985年（昭和60年）3月 - 校舎改築第四期工事完成（音楽室、理科室、保健室、放送室）。
- 1986年（昭和61年）3月校舎改築第五期工事完成（職員室、会議室、やまびこ教室、図工室、家庭科室）。
- 1987年（昭和62年）
  - 5月 - 屋内運動場竣工。
  - 7月 - プール完成。
- 1988年（昭和63年）3月 - 植物園を移転、整備完成。土地整備事業により第一期運動場排水工事(東側1/3)完成。
- 1992年（平成4年）8月 - 給食施設改善
- 1993年（平成5年） - 第4土曜日休日を試行。
- 1994年（平成6年）1月 - 南立誠小学校創立120周年記念全校植樹。
- 1995年（平成7年）4月 - 学校週5日制（第2・4土曜日）全国一斉に実施。
- 1996年（平成8年） - 体育館浄化槽ポンプ取り替え。
- 1997年（平成9年）3月 - 非常階段改修。
- 1998年（平成10年）
  - 8月 - 会議室をコミュニティールームに改修。
  - 11月 - 低学年図書室改修。
- 1999年（平成11年）3月 - 102教室を肢体不自由児用に改修。
- 2003年（平成15年）7月 - 浄化槽改修工事。
- 2013年（平成25年） - 創立140周年。
- 2014年（平成26年） - 校舎のトイレ改修工事を実施。
- 2015年（平成27年） - 中庭の旧ラビットハウスを物置に改装。
- 2016年（平成28年） - 旧植物園跡を駐車場として整備し、同時にへちま棚を整備する。
- 2018年（平成30年） - 運動場に滑り台と普通教室にエアコンを、それぞれ設置する。
- 2019年（平成31年・令和元年） - 非常階段を設置する。特別教室と給食室にエアコンを設置する。
- 2023年（令和5年） - 創立150周年航空写真撮影実施し、PTAよりクリアファイルとスリッパ、子ども会より鉛筆、自治会より校区写真パネルが、それぞれ寄贈された。

## 通学区域と進学先中学校
出典

### 通学区域
特記無きは全域。また、「◯◯小学校学区に含まれる区域を除く」と「◯◯町（一部）」と記載されている地区の詳細な地番などは、津市教育委員会まで要問い合わせ。
- 栄町1丁目
- 栄町2丁目
- 栄町3丁目
- 栄町4丁目
- 羽所町
- 広明町（養正小学校学区に含まれる区域を除く）
- 大谷町（西が丘小学校学区に含まれる区域を除く）
- 桜橋1丁目
- 桜橋2丁目
- 桜橋3丁目（北立誠小学校学区に含まれる区域を除く）
- 島崎町
- 上浜町1丁目（一部）
- 上浜町6丁目（一部）
- 観音寺町（一部）
- 渋見町（一部）

### 進学先中学校
公立中学校に進学する場合
- 津市立橋北中学校

## 学校周辺
- 津市立橋北中学校 - 同一敷地内で、かつ進学先中学校。
- 津市立南立誠幼稚園 - 同一敷地内で、かつ進学前幼稚園。
- 三重県道114号上浜高茶屋久居線
- 財務省東海財務局津財務事務所
- 津税務署
- 三重県自治会館
- 三重県赤十字血液センター
- 三重県医師会館

## アクセス
- 三重交通32系統・91系統で、「桜橋二丁目」バス停から、徒歩約205m・約3分。
- JR紀勢本線・近鉄名古屋線・伊勢鉄道伊勢線津駅（東口）から、
  - 徒歩約665m・約10分。
  - 上述の路線バスで、「桜橋二丁目」バス停下車後、徒歩。

## 著名な出身者
- 森英樹 - 憲法学者
- 今井智大 - 元同人作家